# Arbore
Arbore là một xã thuộc hạt Suceava, România. Dân số thời điểm năm 2002 là 6776 người.